# Чишма (село, Бірський район)
Чишма́ (рос. Чишма, башк. Шишмә) — село у складі Бірського району Башкортостану, Росія. Адміністративний центр Чишминської сільської ради.
Населення — 596 осіб (2010; 618 у 2002).
Національний склад:
- марійці — 81 %